# 4545 Primolevi
4545 Primolevi eller 1989 SB11 är en asteroid i huvudbältet som upptäcktes den 28 september 1989 av den belgiske astronomen Henri Debehogne vid La Silla-observatoriet. Den är uppkallad efter italienaren Primo Levi.
Asteroiden har en diameter på ungefär 16 kilometer och den tillhör asteroidgruppen Themis.